# Jean-Daniel Délèze
Jean-Daniel Délèze, né le 28 septembre 1961 à Salins, situé au pied de la Piste de l'Ours et du domaine des 4 Vallées. Il est un skieur alpin suisse qui a mis fin à sa carrière sportive à la fin de la saison 1988.

## Palmarès

### Championnats du monde
- Slalom spécial : 7e aux Championnats du monde de ski alpin 1987 (Crans Montana  Suisse)

### Coupe du monde
- Meilleur classement au Général : 94e en 1985 et 1986.
- Meilleur classement en Coupe du Monde Slalom spécial : 11e en 1985 et 1986.